# Journal of the American Chemical Society
Journal of the American Chemical Society (skrót oficjalny J. Am. Chem. Soc., popularnie używa się także skrótu JACS) - recenzowane czasopismo naukowe zawierające artykuły dotyczące badań z każdej dziedziny chemii. Wydawane jest od 1879 roku przez American Chemical Society. Czasopismo to w swojej historii pochłonęło dwa inne czasopisma naukowe: Journal of Analytical and Applied Chemistry w lipcu 1893 oraz American Chemical Journal w styczniu 1914. Zgodnie z danymi Instytutu Filadelfijskiego, JACS jest najczęściej cytowanym czasopismem ogólnochemicznym drukującym artykuły źródłowe. Jego impact factor wynosił w 2017 14,357.
Journal of the American Chemical Society jest indeksowane przez: CAS, Scopus, EBSCOhost, British Library, PubMed, Ovid, Thomson-Gale, Web of Science, Proquest oraz SwetsWise.

## Redaktorzy naczelni
Pełna lista redaktorów naczelnych:
- 1879–1880 – Hermann Endemann
- 1880–1881 – Gideon Moore(inne języki)
- 1881–1882 – Hermann Endemann
- 1882–1883 – czasopismem zarządzał Editorial Committee
- 1884–1892 – Abram Breneman(inne języki)
- 1893–1901 – Edward Hart(inne języki)
- 1902–1917 – William Noyes Sr(inne języki)
- 1918–1949 – Arthur Lamb(inne języki)
- 1950–1962 – William Noyes Jr(inne języki)
- 1963–1969 – Marshall Gates(inne języki)
- 1969–1975 – Martin Stiles(inne języki)
- 1975–1981 – Cheves Walling(inne języki) (Uniwersytet Utah)
- 1982–2001 – Allen Bard (Uniwersytet Teksański w Austin)
- 2002–2020 – Peter Stang(inne języki) (Uniwersytet Utah)
- od 2021 – Erick Carreira(inne języki) (ETH)